# Damasonium alisma
Damasonium alisma Mill. – gatunek rośliny z rodziny żabieńcowatych (Alismataceae Vent.). Występuje naturalnie w Europie oraz Azji Zachodniej. 

## Rozmieszczenie geograficzne
Rośnie naturalnie w Europie oraz Azji Zachodniej. Występuje między innymi w Portugalii, Hiszpanii, Wielkiej Brytanii, Francji, Włoszech, Grecji, Izraelu, Mołdawii i na Ukrainie. We Francji spotykany jest powszechnie w pasie od Bretanii przez Basen Paryski po Burgundię, ponadto w Szampanii, Rodanu, na wybrzeżu Morza Śródziemnego i w Akwitanii. We Włoszech rośnie na Sycylii, Sardynii, w Kalabrii, Basilicacie, Lacjum oraz Toskanii. Występuje między innymi w Parku Narodowym Alta Murgia. Na Sardynii zaobserwowany został tylko w Capo Sant'Elia w pobliżu Cagliari. W Izraelu występuje powszechnie na Równinie Szaron, Równinie Karmel oraz w Dolinie Jezreel. Jest bardzo rzadko spotykany na Górnej i Dolnej Galilei, na Wzgórzach Golan, górze Karmel, w dolinie Bet Sze’an, Zachodniej Galilei, Równinie Filistyńskiej i Samarii.

## Morfologia
LiścieMają podłużny kształt. Nasada liścia jest rozwarta.
KwiatyZebrane w złożonych gronach lub wiechach. Działki kielicha mają zieloną barwę. Płatki są białożółtawe, osiągają do 5–6 mm długości, brzegi są lekko ząbkowane. Kwiaty mają 6–10 słupków.

## Biologia i ekologia
Bylina, hydrofit. Rośnie w tymczasowych stawach i bagnach. Występuje na wysokości do 500 m n.p.m. Kwitnie od czerwca do września, natomiast według innych źródeł od kwietnia do maja. Dobrze rośnie w pełnym nasłonecznieniu. Preferuje gleby o lekko kwaśnym odczynie.